# Зоровићи
Зоровићи је насељено мјесто у граду Горажду, Босна и Херцеговина.

## Становништво
|         | 2013.       | 1991.         | 1981.         | 1971.         |
| Укупно  | 24 (100,0%) | 127 (100,0%)  | 172 (100,0%)  | 172 (100,0%)  |
| Бошњаци | 24 (100,0%) | 127 (100,0%)1 | 172 (100,0%)1 | 166 (96,51%)1 |
| Срби    | –           | –             | –             | 5 (2,907%)    |
| Остали  | –           | –             | –             | 1 (0,581%)    |

1. 1 На пописима од 1971. до 1991. Бошњаци су пописивани углавном као Муслимани.